# Franz Georg Mesmer
Franz Georg Mesmer (* 9. Januar oder 10. Januar 1834 in Aulendorf; † 18. Februar 1914 in Ravensburg) war ein württembergischer Oberamtmann.

## Leben
Mesmer, Sohn eines Domäneninspektors und katholischer Konfession, studierte Regiminalwissenschaften in Tübingen. Seit 1854 war er Mitglied der Landsmannschaft Ulmia Tübingen. Er legte 1858 die erste und 1860 die zweite höhere Dienstprüfung ab.
Danach trat er in die württembergische Innenverwaltung ein. Er leitete als Oberamtmann das Oberamt Wangen von 1877 bis 1902. 1902 wurde er Regierungsrat.

## Ehrungen
- 1881: Ritterkreuz 1. Klasse des Friedrichsordens
- Zwischen 1889 und 1892 Karl-Olga-Medaille in Bronze